# The Holiday
The Holiday is een romantische komedie uit 2006 onder regie van Nancy Meyers.

## Verhaal
Amanda (Cameron Diaz) is een Amerikaanse vrouw met een druk leven. Iris (Kate Winslet) is een Engelse vrouw die de moed heeft opgegeven in de liefde. Wanneer ze elkaar online via een site voor woningruil ontmoeten, besluiten ze voor een periode van twee weken van huis en leven te wisselen. 
Amanda komt terecht in de Engelse cottage van Iris, en Iris in de luxe-villa van Amanda. Amanda ontmoet Graham (Jude Law), de broer van Iris, en er springt direct een vonk over. Na een dronken nacht besluiten ze de relatie niet door te zetten, maar Amanda krijgt spijt van het besluit en zoekt Graham op in zijn huis. Daar ziet ze dat Graham twee jonge dochtertjes heeft, wat de zaak natuurlijk compliceert. Graham geeft al snel toe dat hij verliefd is op Amanda, maar zij twijfelt. Wanneer Amanda echter ziet hoe Graham met zijn dochtertjes omgaat wordt ze steeds verliefder, en kiest ze er uiteindelijk toch voor om te blijven.
Iris heeft liefdesverdriet. Haar vriend, Jasper, heeft haar tussen neus en lippen door verteld dat hij verloofd is met een andere vrouw. Iris vlucht naar de VS en probeert hem te vergeten. Ze ontmoet Miles (Jack Black) en Arthur (Eli Wallach), een hoogbejaarde verwarde man die naast haar woont. Arthur blijkt een voormalig Hollywoodschrijver te zijn, en er ontwikkelt zich een mooie vriendschap tussen de twee. Arthur kan geweldig vertellen over zijn belevenissen in de filmwereld, en hij weet op zijn beurt Iris' zelfvertrouwen op te krikken door haar een spiegel voor te houden. Iris weet Arthur zover te krijgen dat hij ingaat op een aanbod van de Hollywood Writer's Guild die hem tijdens een speciale feestavond een oeuvre-award willen toekennen. Wanneer Jasper weer op Iris' stoep staat en duidelijk maakt dat hij de relatie wil voortzetten maar nog steeds verloofd is, wijst ze hem door haar gegroeide zelfvertrouwen resoluut de deur. De vriendschap die groeide tussen Miles en Iris groeit uit tot een romance, en Miles zoekt Iris op in Groot-Brittannië. 
De vrienden vieren uiteindelijk samen Nieuwjaar in Grahams huis: Miles en Iris, en Graham en Amanda met Grahams dochters.

## Rolverdeling
| Acteur           | Personage       | Opmerkingen |
| ---------------- | --------------- | ----------- |
| Cameron Diaz     | Amanda Woods    |             |
| Kate Winslet     | Iris Simpkins   |             |
| Jude Law         | Graham Simpkins |             |
| Jack Black       | Miles Dumont    |             |
| Eli Wallach      | Arthur Abbott   |             |
| Edward Burns     | Ethan           |             |
| Rufus Sewell     | Jasper Bloom    |             |
| Shannyn Sossamon | Maggie          |             |
| John Krasinski   | Ben             |             |
| Kathryn Hahn     | Bristol         |             |
| Shelley Berman   | Judge Ira       |             |
| James Franco     | zichzelf        | cameo       |
| Lindsay Lohan    | zichzelf        | cameo       |
| Dustin Hoffman   | zichzelf        | cameo       |

## Muziek
De originele filmmuziek uit de film werd gecomponeerd door Hans Zimmer en uitgevoerd door The Hollywood Studio Symphony. De solisten waren Herb Alpert (trompet), Endre Granat (viool), Imogen Heap (vocaal), Henry Jackman (piano), Heitor Pereira (gitaar / vocaal), Hans Zimmer (piano), Suzanne Zimmer (vocaal). Deze muziek werd ook op 9 januari 2007 uitgebracht door het soundtrack label Varèse Sarabande.